# العامل الحادي عشر
العامل الحادي عشر (بالإنجليزية: FACTOR XI)‏ ويعرف أيضا باسم تجلط بلازما الدم المتقدم (بالإنجليزية: plasma thromboplastin antecedent)‏. هو أحد أشكال الزايموجين، ويعد أحد الانزيمات التي تدخل في عملية تخثر الدم. مثل العديد من عوامل التخثر الأخرى، وينمتي لاسرة الإنزيم البروتيني سيرين. في البشر، يتم ترميز العامل الحادي عشر بواسطة الجينات.
إن فقدان العامل الحادي عشر الوراثي يؤدي إلى نزيف الدم. وهو ضروري في تكوين البروثرومبين المنشط من مكونات الدم. يوجد هذا العامل في كل من البلازما ومصل الدم.

## الوظيفة
العامل الحادي عشر ينتجه الكبد ويدور على أنه هومو ديمر«مركب ينتج من ارتباط جزيئيين متشابهين» بشكله الغير فعال. وعمر النصف للعامل الحادي عشر في بلازما الدم تقريبا يساوي 52 ساعة. ويتحول هذا العمل إلى شكله الفعال الا وهو «العامل الحادي عشر أ» عن طريق («العامل الثاني عشر أ», ثرومبين، بالإضافة إلى العامل الحادي عشر أ نفسه، ونتيجة للتنشيط من خلال العامل الثاني عشر أ; يعتبر العامل الحادي عشر «ممر اتصال» (التي تتضمن مولد الكاينين عالي الكتلة المولية، طليعة الكاليكرئين، العامل الثاني عشر، العامل الحادي عشر، العامل التاسع)
العامل الحادي عشر يفعل وينشط العامل التاسع عن طريق انقسامات انتقائية في الروابط البيبتايدية (ارجنين-الانين)(ارجنين-فالين), كما يقوم العامل التاسع أ بتنشيط العامل العاشر.
مثبطات العامل الحادي عشر تتضمن"protein Z-dependent protease inhibitor" (عضو من مثبطات الانزيم البروتييزي سيرين) وهو معتمد على البروتين z (ينشط عمله على العامل العاشر بالرغم من أنه معتمد على البروتين z كما يشبر اسمه).

## البنية
بالرغم من أنه ينتج كجزء عديد البيبتيد منفرد إلا أنه يدور بالدم على أنه جزء يتكون من ارتباط جزيئين متشابهيين. كل جزء في هذا المركب له كتلة جزيئية تقريبة تياوي 8000, تركيز العامل الحادي عشر النموذجي في بلازما الدم يساوي5 μg/mL توافقا مع تركيز البلازما الذي يساوي تقريبا 30 nm, طول جين العامل الحادي عشر 23 كيلو بايت، ولديه 15 محور عصبي، ويوجد في الكروموسوم 4q32-35.
ويعتقد أن هذا كشف موقع العامل التاسع على apple domain الثالث، مما يسمح لنشاط الأنزيم البروتيني الخاص بالعامل الحادي عشر على ذلك.

## دوره في المرض
النقص في هذا العامل يؤدي إلى المرض «الناعور ج», وهو نوع نادر في حدوثه، ويوجد هذا المرض غالبا عند يهود الاشكناز ويؤثر في 8% من السكان. ويحدث بشكل أقل شيوعا عند يهود العراق والاسرائليين، ونسبة انتشاره في المناطق الأخرى تقارب 1% من نسبة السكان. وهو مرض وراثي متنحي. يتخلله بعض النزيف التلقائي والعمليات الجراحية من الممكن ان تسبب المزيد من النزيف وخسارة في الدم، والوقاية والحذر شيء متطلب في هذه الحالة.
المستويات المنخفضة من هذا العامل من الممكن أن تحدث ترافق بعض بعض الأمراض الأخرى مثل " متلازمة نونان.
المستويات العالية لهذا العامل تحدث في حالات التجلط، بالرغم من أن الذي يحدد هذه المستويات غامض وغير مؤكد، وكذلك تحديدحالة التخثر.

## وصلات اضافية
- The ميروبس  [لغات أخرى]‏ online database for peptidases and their inhibitors: S01.213